# Farbror Pekkas handelsbod
Farbror Pekkas handelsbod (även känd som Diversehandeln) var SR:s och Sveriges Radio-TV:s adventskalender 1965. Musiken i serien framfördes av elever från Nacka musikskola. Manus skrevs av Lars Björkman och producent var Torbjörn Wiléen.

## Handling
Programledaren Pekka Langer spelade en innehavare av egen handelsbod vid foten av ett fjäll i den påhittade idyllen Vinterbo, där han sålde julsaker. Byborna kom ofta till diversehandeln och handlade. Pekka Langer fick även besök av en familj från staden som hyrt en fäbod, och en dag besökte man en samefamilj.

## Papperskalender

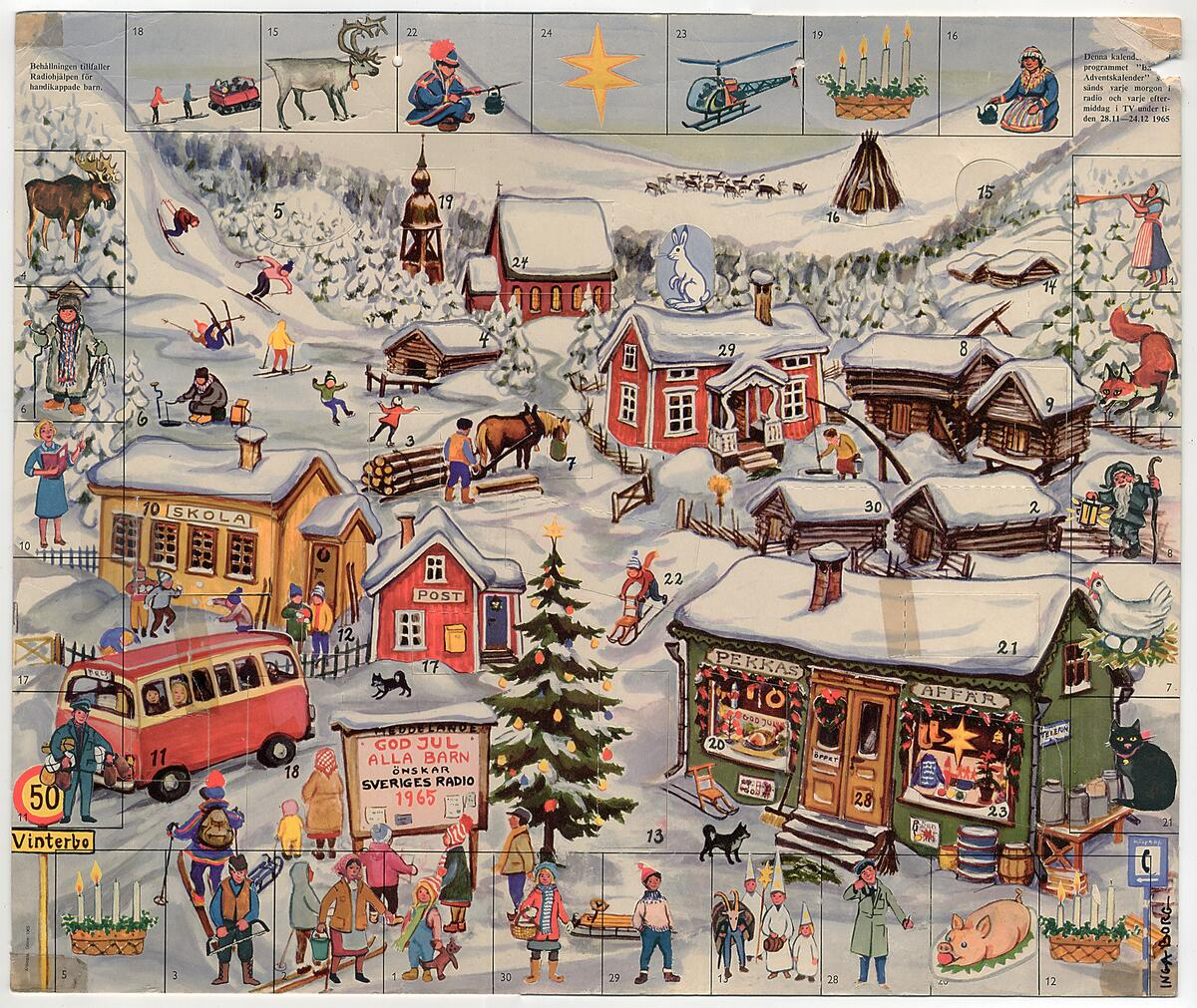
Papperskalender

Årets papperskalender ritades av Inga Borg och föreställer den norrländska byn Vinterbo i snölandskap med lite folk som gör olika saker och en kyrka, skola, postkontor och längs fram till höger, Pekkas handelsbod. Kalenderns luckor pryder bildens kant.

## Avsnitt
Endast tre avsnitt av julkalendern finns bevarade i Sveriges Televisions arkiv. Dessa är avsnitten från 3 december, 19 december samt 24 december. De tre avsnitten har varit publicerade i SVT:s Öppet arkiv.

### Fotnoter
1. ↑  ”Lista: Julkalendrar i SVT genom tiderna”. Dagens Nyheter. 29 november 2008. https://www.svd.se/julkalendrar-i-svt-genom-tiderna. Läst 9 juni 2021.
2. 1 2  Stenudd, Solveig (2004). Teskedsgumman, Pettson, Pelle Svanslös och alla de andra : julkalendern i radio och TV genom tiderna (Ny, utök. version). Sveriges television (SVT). sid. 24-25. ISBN 91-975013-0-1. OCLC 186559284. https://www.worldcat.org/oclc/186559284. Läst 31 januari 2023
3. ↑  Jan Gradvall (1996). TV! Nedslag i Sveriges Televisions historia. Stockholm: Sveriges Radios förlag. ISBN 91-522-1780-9
4. ↑  ”SVT Tittarservice”. Arkiverad från originalet den 3 september 2014. https://web.archive.org/web/20140903113044/http://www.svt.se/tittarservice/fraga-oss/dialog/566201. Läst 1 september 2014.
5. ↑  ”Svensk mediedatabas”. http://smdb.kb.se/catalog/id/002191122. Läst 1 september 2014.
6. ↑  ”Svensk mediedatabas”. http://smdb.kb.se/catalog/id/002191125. Läst 1 september 2014.
7. ↑  ”Svensk mediedatabas”. http://smdb.kb.se/catalog/id/002191124. Läst 1 september 2014.
8. ↑  ”Jul i Öppet arkiv”. Öppet arkiv - Bloggen. 24 november 2018. Arkiverad från originalet den 2 mars 2021. https://web.archive.org/web/20210302205925/https://blogg.svt.se/oppet-arkiv/jul-%C3%B6ppet-arkiv/. Läst 30 januari 2019.